# Stade national de Pékin
Pour les articles homonymes, voir Stade national.
Le stade national de Pékin (en chinois : 北京国家体育场 Běijīng Guójiā Tǐyùchǎng), également connu sous le nom de Stade national, ou surnommé le Nid d'Oiseau (鸟巢 niǎocháo) pour son architecture, est un stade situé dans l'Olympic Green au nord de Pékin en république populaire de Chine. Le stade est la principale structure des Jeux olympiques d'été de 2008 et des Jeux paralympiques d'été de 2008. Il est l'hôte des épreuves d'athlétisme et de la phase finale du tournoi de football, ainsi que des cérémonies d'ouverture et de clôture. Il a ensuite accueilli la cérémonie d'ouverture des Jeux olympiques d'hiver de 2022. Il est le premier stade à avoir accueilli les cérémonies d'ouverture et de clôture des Jeux d'été puis d'hiver.
Se trouvant à l'est du Centre national de natation de Pékin, l'enceinte offre une capacité d'accueil de 91 000 places pendant les Jeux olympiques, dont 11 000 sièges temporaires et 140 suites. Après les Jeux, le volume est réduit à 80 000 places et le nid d'oiseau est utilisé pour les compétitions sportives et évènements culturels nationaux et internationaux. Le stade a été conçu par les architectes bâlois Herzog & de Meuron.

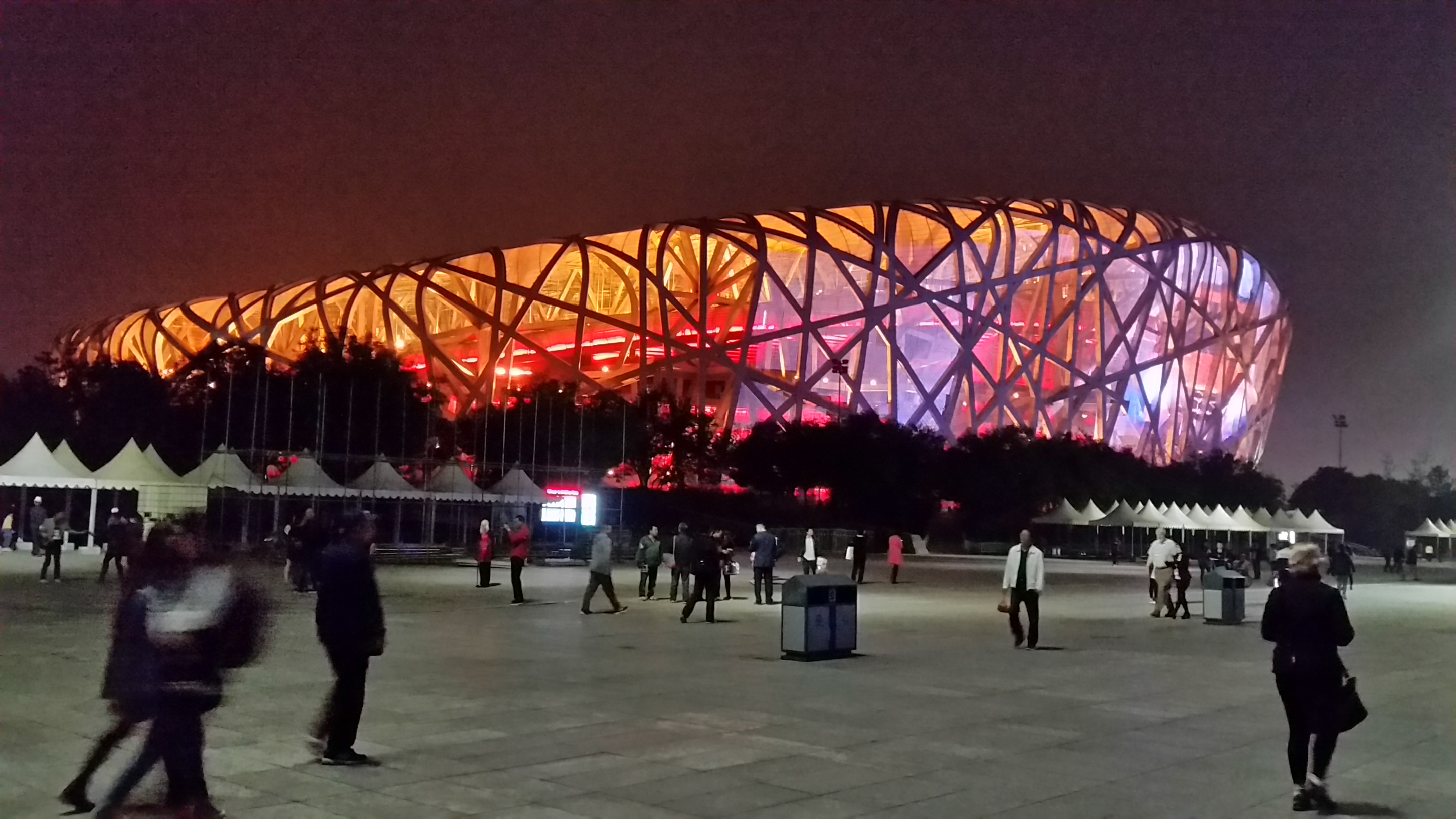
Nid d'oiseau la nuit

## Histoire

### Jeux olympiques de 2008
En 2002, le gouvernement chinois a invité des architectes du monde entier à participer à un concours de design, afin d'établir la conception du futur stade olympique. Au mois d'avril 2003, à l'issue d'un processus d'appréciation strict et d'un vote du public, le projet du « Nid d'oiseau » conjointement avancé par le consortium de conception suisse Herzog & de Meuron (lauréats du Prix Pritzker en 2001), la firme consultante ArupSport et l'Institut de recherches et de conception architecturales de Chine [China Architecture Design & Research Group (CAG)] a été choisi comme le meilleur projet du futur Stade national. L'architecte et artiste chinois Ai Weiwei était le conseiller artistique. La première pelletée officielle eut lieu le 24 décembre 2003.
Le « Nid d'oiseau » fut révélé au public lors du "Good Luck Beijing" 2008 IAAF Race Walking Challenge les 18 et 19 avril 2008, le premier évènement organisé dans le stade.
Le stade fut officiellement inauguré le 28 juin 2008. Lors de la cérémonie, Liu Qi et Guo Jinlong dévoilèrent la colonne commémorative d'achèvement du Stade national.
Le 8 août 2008, le stade servit à présenter la cérémonie d'ouverture des Jeux olympiques d'été de 2008. Le 24 août, s'y déroula leur cérémonie de clôture.
Durant ces Jeux, plusieurs records furent établis dans ce stade. Sur la piste d'athlétisme, Usain Bolt bat le record du monde du 100 m (9 s 69) et celui du 200 m (19 s 30). Le relais jamaïcain 4 × 100 m bat le record du monde (ancien record 37 s 40, nouveau record 37 s 10). Yelena Isinbayeva réalise un saut à la perche au-dessus d'une barre à 5,05 m, et bat une nouvelle fois le record du monde.

### Années 2010
Le stade a également été le lieu de départ et d'arrivée de l'épreuve cycliste du UCI World Tour le Tour de Pékin en 2011 et a également été théâtre de l'arrivée de la 1re étape et du départ de la 2e à l'occasion du Tour de Pékin 2012.
Le stade national a accueilli les Championnats du monde d'athlétisme 2015, qui se sont tenus  du 22 au 30 août 2015.
Le stade a accueilli la finale du championnat du monde de League of Legends le 4 novembre 2017, dont les deux dernières éditions ont été visionnées par près de 40 millions de spectateurs, dont 14 millions durant la finale de 2016.

## Description
Les dimensions du stade sont gigantesques : 333 mètres de long, 294 de large et 69 de haut. Il occupe une surface de 258 000 mètres carrés et 42 000 tonnes d'acier ont été nécessaires à son édification. Le tout pour un coût de 3,5 milliards de yuans soit 423 millions de dollars ou 325 millions d'euros (à la suite de détournements de fonds, il ne fut plus prévu de le couvrir entièrement). Afin de réduire le coût total du stade, les architectes et ingénieurs ont également dû simplifier autant que possible la structure métallique, réduisant ainsi la quantité d’acier utilisée, sans dénaturer le concept du « nid d’oiseau ».
À l'origine, le concours fut remporté en béton, mais pour des raisons techniques, le projet fut jugé irréalisable dans ce matériau, et fut remplacé alors par de l'acier. Dans une première phase de construction, la structure en béton du stade a été réalisée. Puis, la complexe couverture métallique a été mise en place. Elle est constituée de profilés carrés creux d’un 1 m de côté. Pour des raisons esthétiques, ces profilés métalliques ont été assemblés entre eux par soudure.[réf. nécessaire]
La piste d'athlétisme a été construite par la société italienne Mondo et est réputée très rapide.[réf. nécessaire]

## Événements
- Jeux olympiques d'été de 2008
- Jeux paralympiques d'été de 2008
- Supercoupe d'Italie de football (Supercoppa Italiana) en 2009, 2011, 2012
- 2009 Race of Champions, 3 et 4 novembre 2009
- Championnats du monde d'athlétisme 2015
- Finale du championnat du monde de League of Legends 2017[8]
- Jeux olympiques d'hiver de 2022
- Jeux paralympiques d'hiver de 2022
- Championnats du monde d'athlétisme 2027

## Produits dérivés
En décembre 2008, 10 000 coffrets contenant un morceau de pelouse, ainsi qu'une petite torche fabriquée avec le surplus de métal utilisé pour la construction du stade ont été vendus pour 2 900 yuans, soit environ 300 euros.

## Galerie

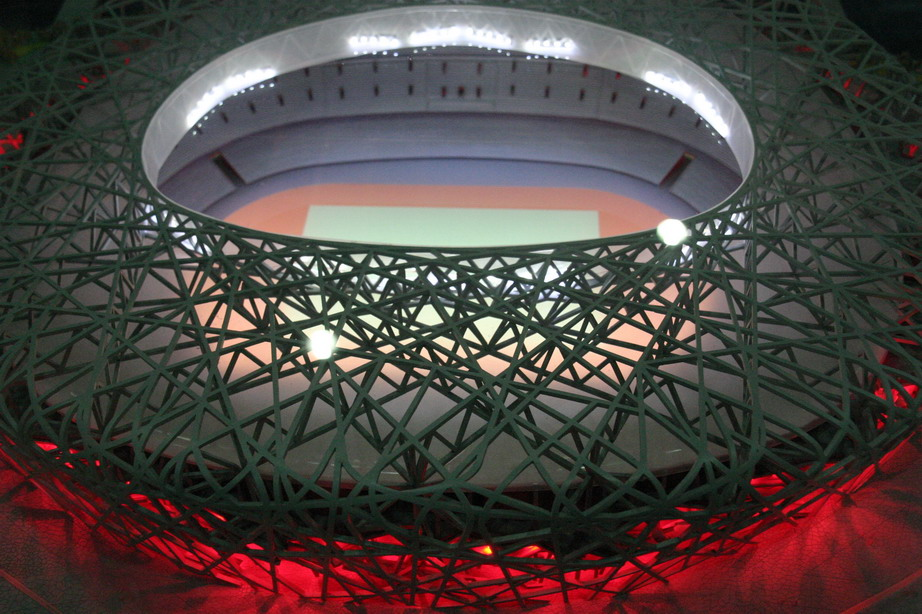
Modèle du Nid d'oiseau
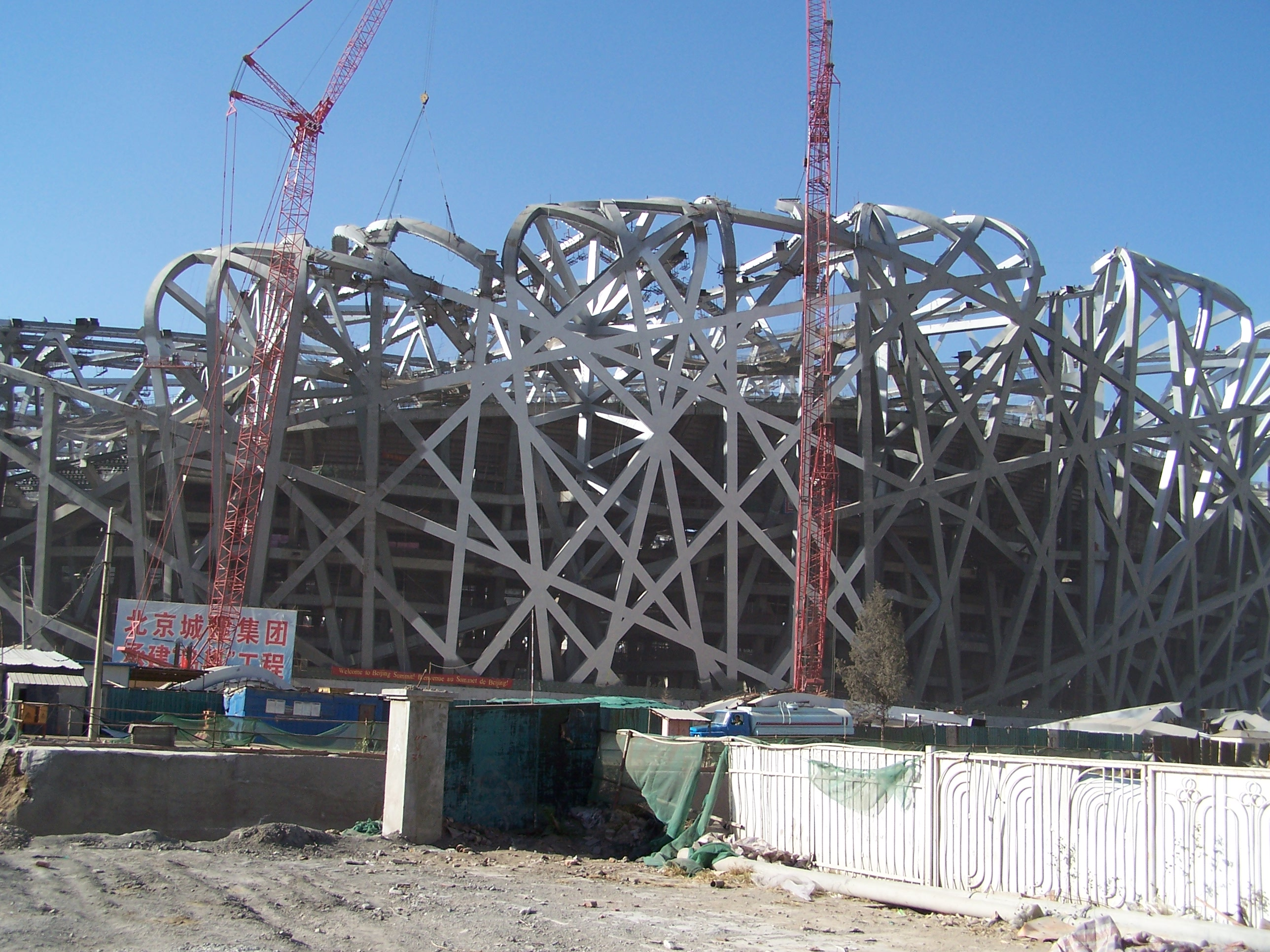
Construction en novembre 2006
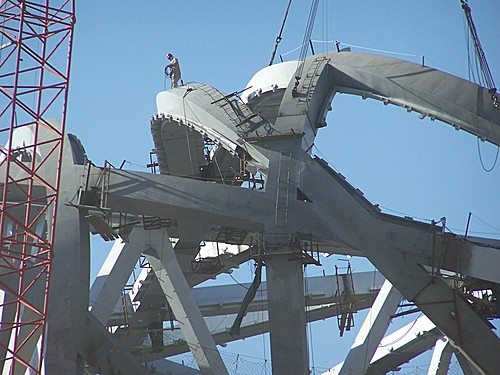
Novembre 2006
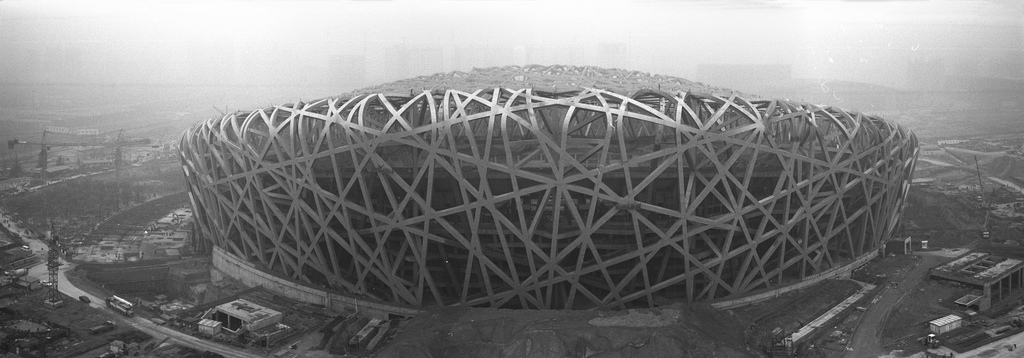
8 mai 2007
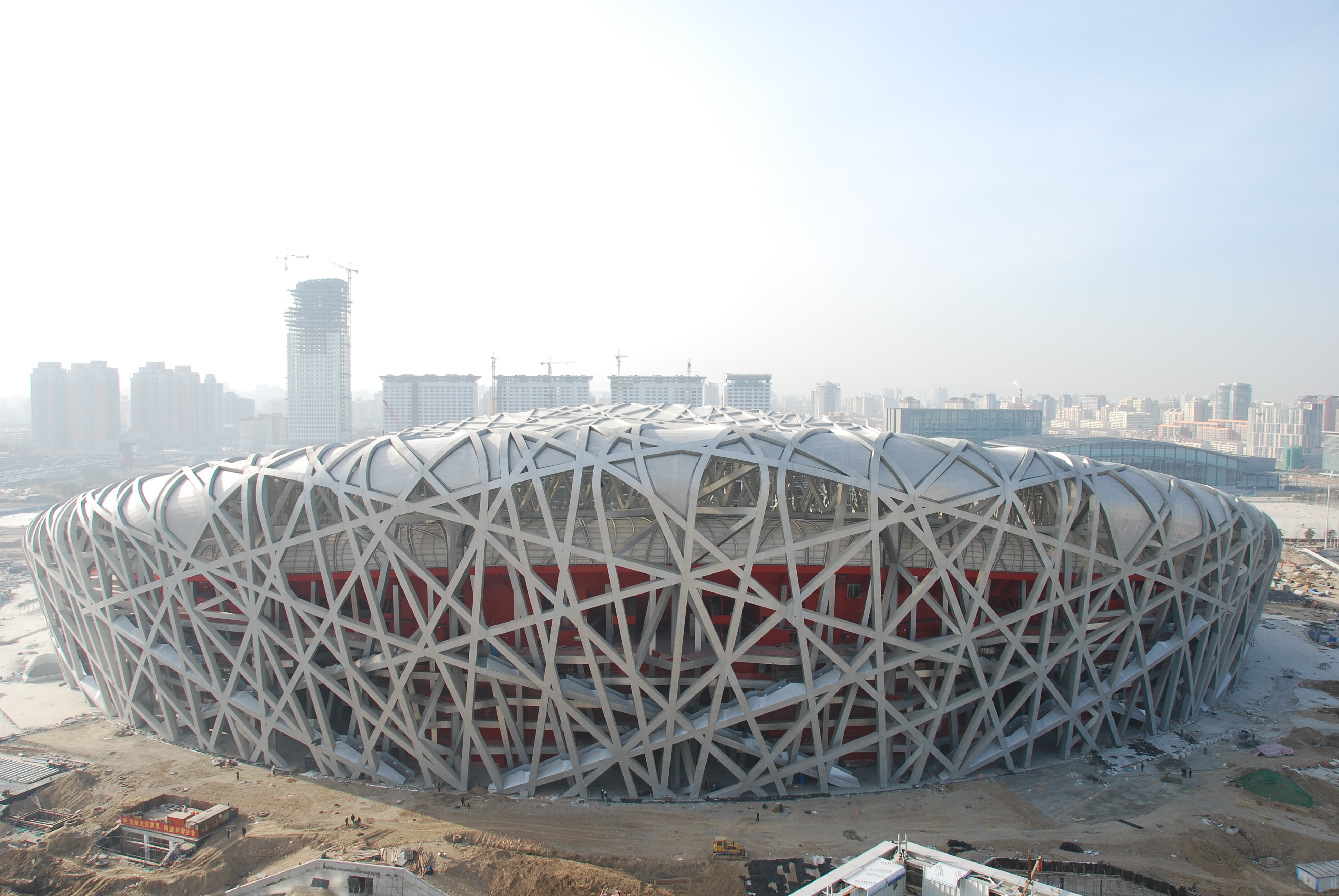
16 décembre 2007
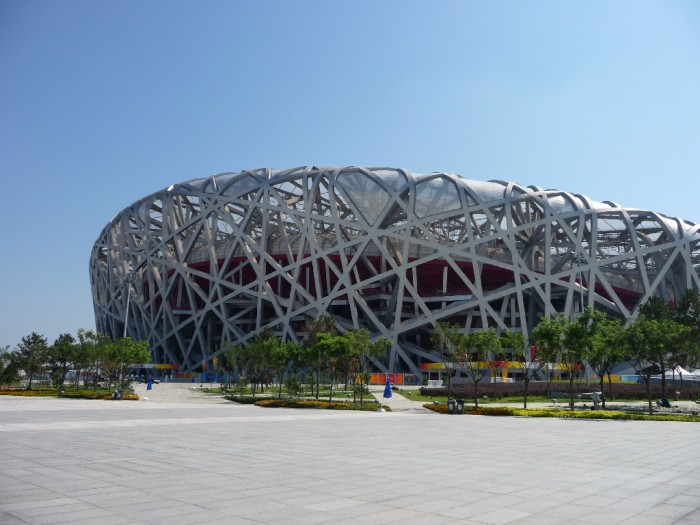
Août 2008, durant les Jeux olympiques de Pékin
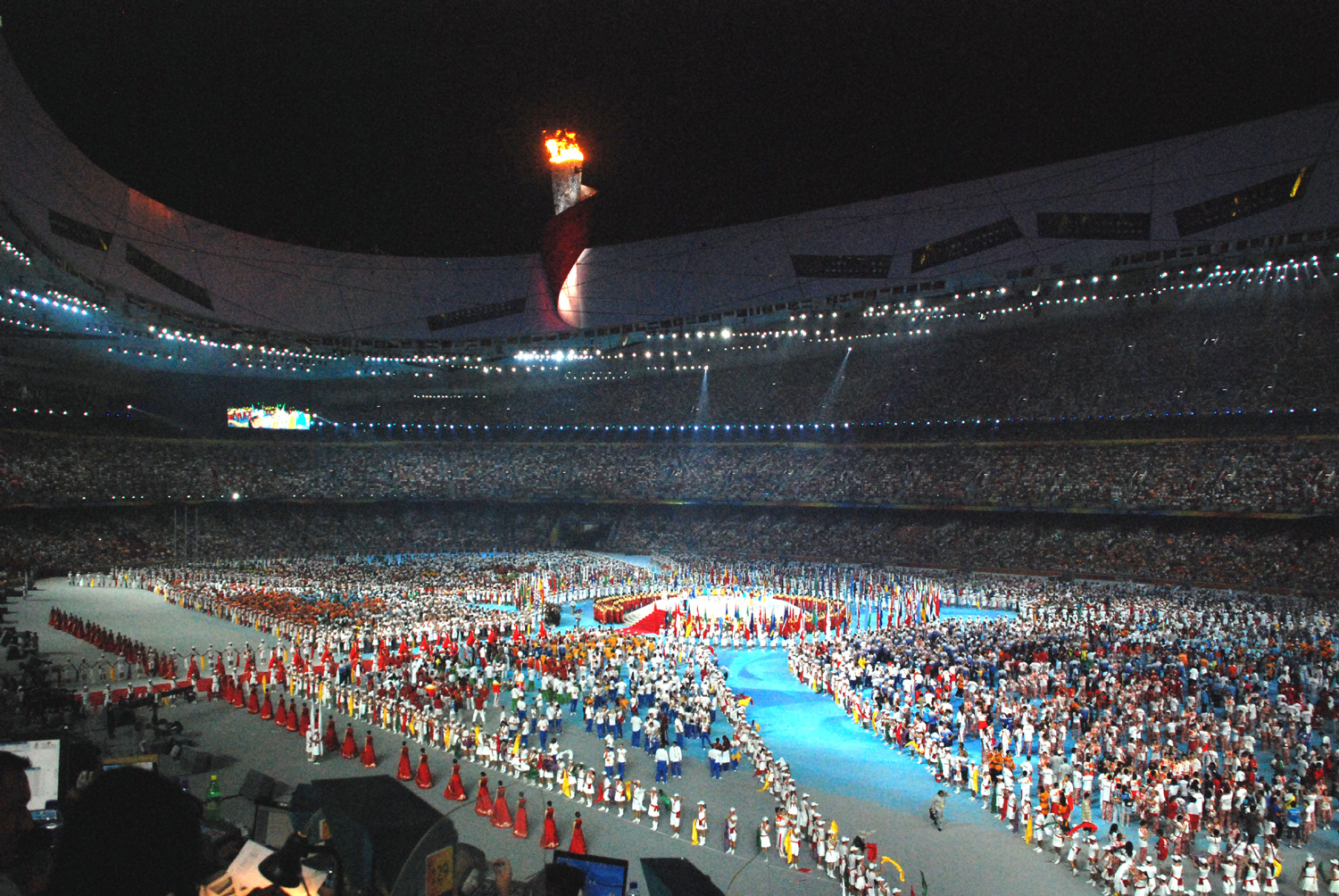
Cérémonie de clôture des Jeux
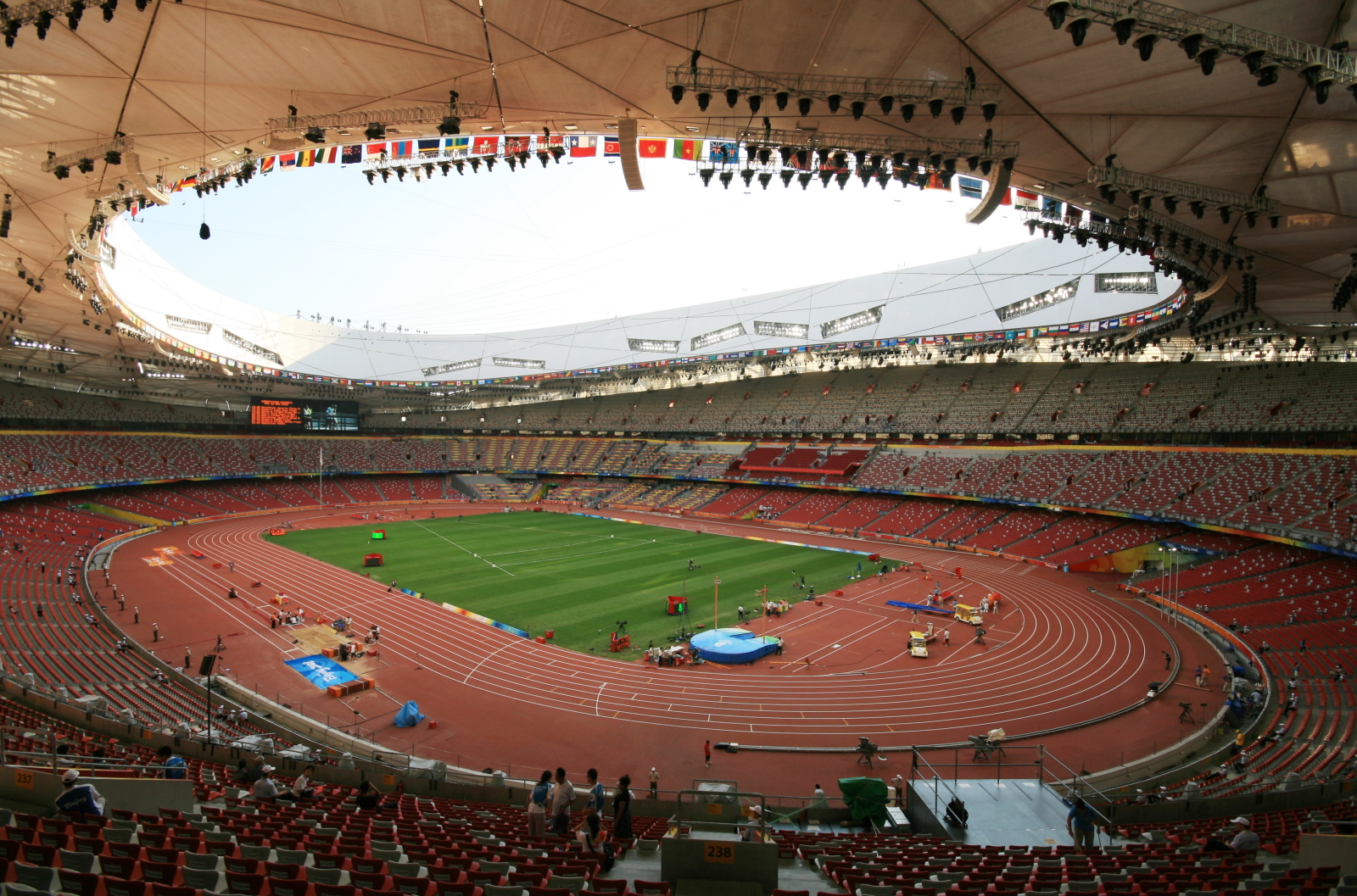
Vue intérieure
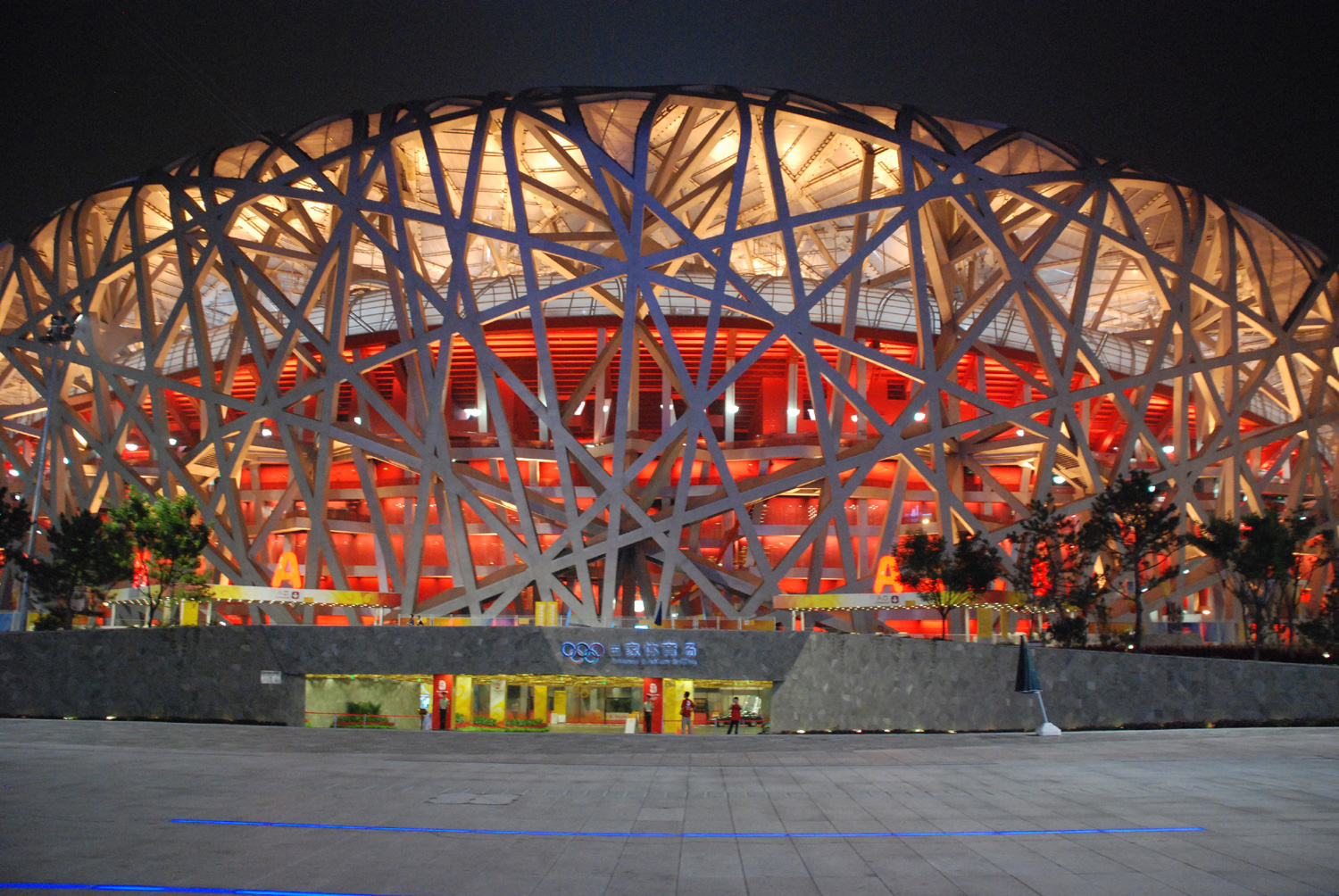
Vue extérieure de nuit
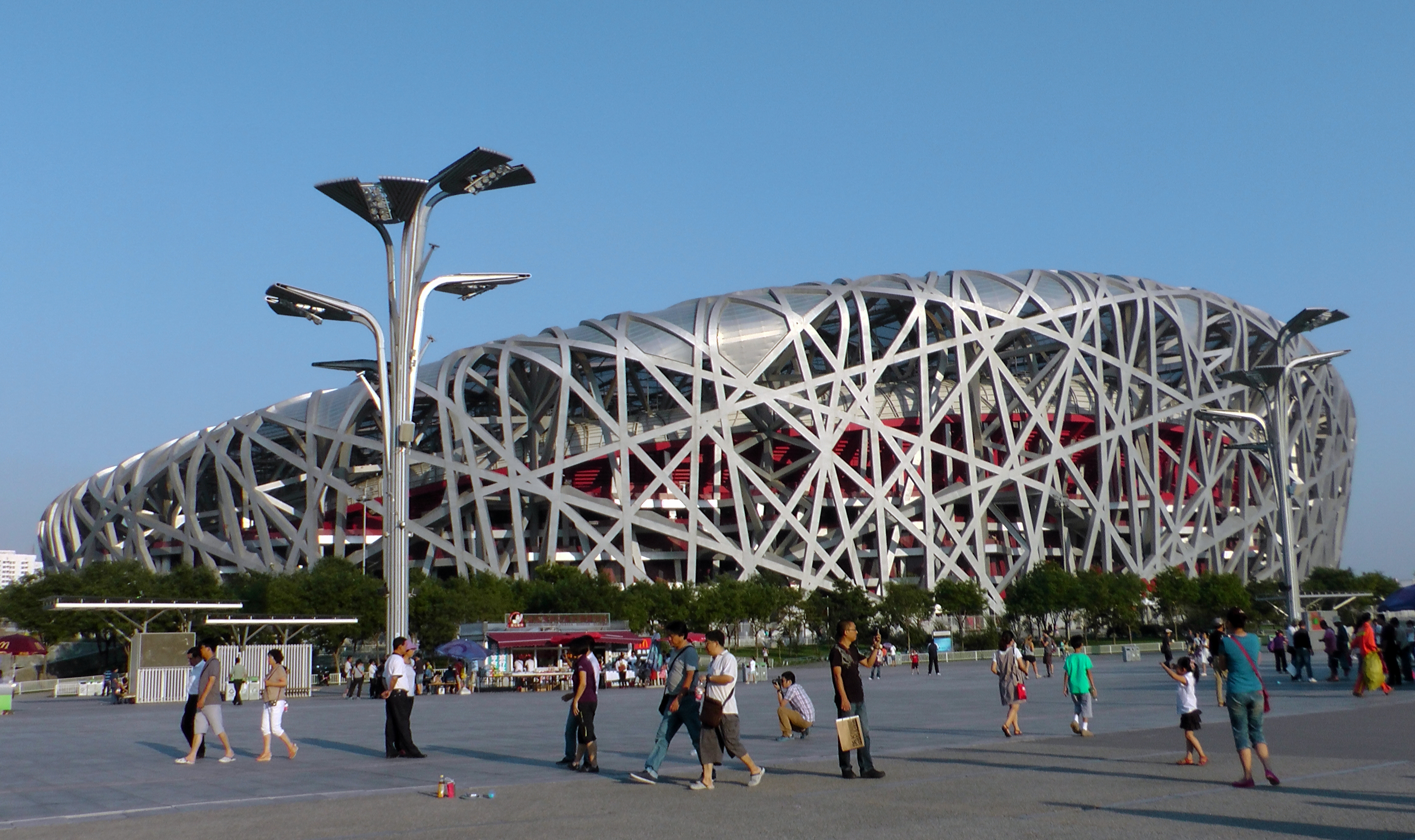
Le stade en août 2012
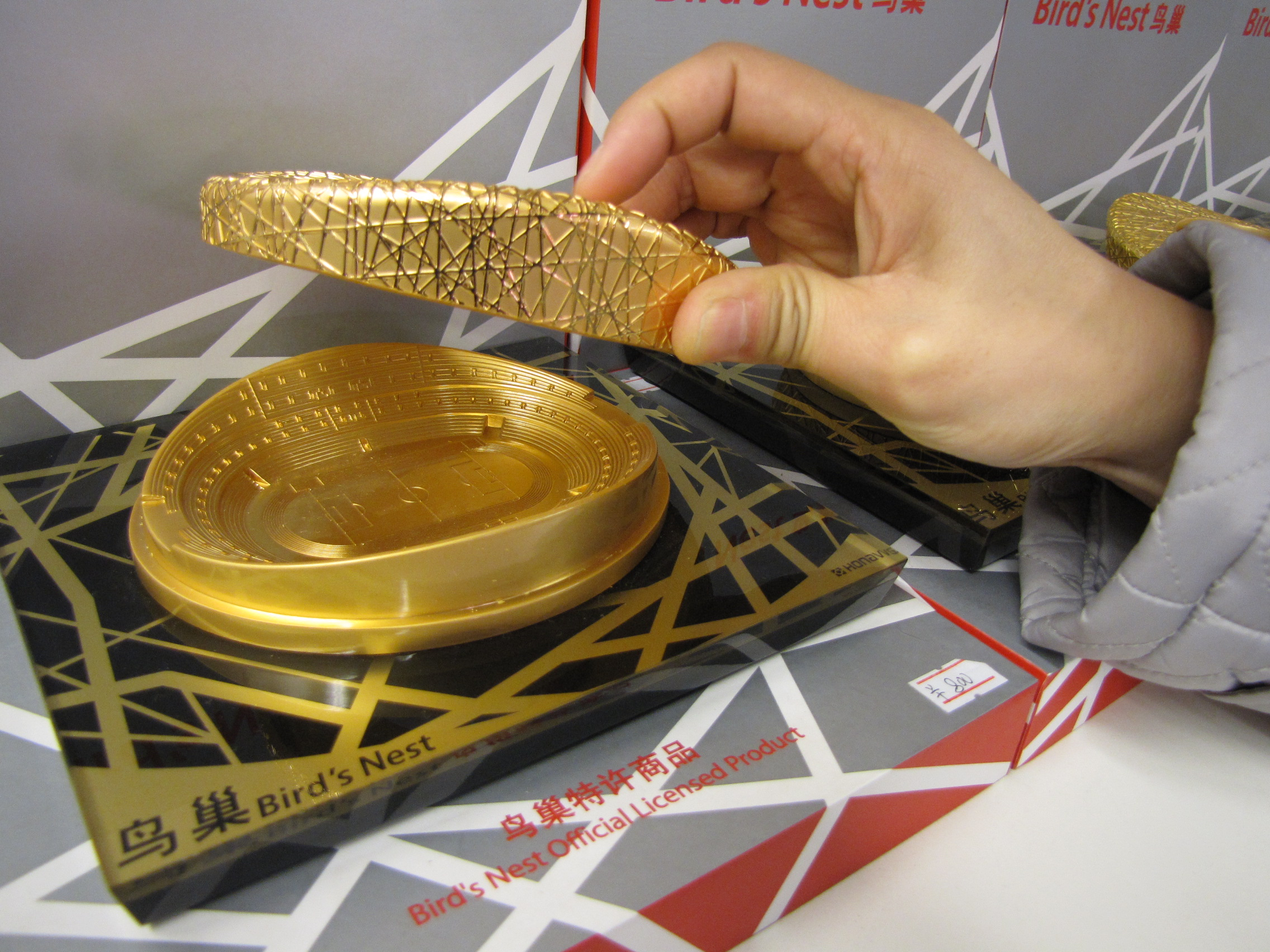
Souvenir du stade